# Ardisia martinensis
Espèce
Statut de conservation UICN

 VU D2 : Vulnérable
Ardisia martinensis est une espèce de plantes à fleurs de la famille des Primulaceae. Originaire du Pérou, elle a le statut d'espèce vulnérable d'après l'Union internationale pour la conservation de la nature (UICN).

## Classification
Cette espèce a été décrite en 1979 par le botaniste Cyrus Longworth Lundell (1907-1994). L'épithète spécifique martinensis signifie « de San Martín », région du Pérou où les spécimens types ont été récoltés en 1974.
En classification phylogénétique APG III (2009), l'espèce fait partie de la famille des Primulaceae. En classification classique de Cronquist (1981) et en classification phylogénétique APG II (2003), le genre Ardisia était assigné à la famille des Myrsinaceae.

## Répartition géographique
Cette espèce est originaire du Pérou.